# Nationalpark Écrins
Der Nationalpark Écrins (französisch Parc national des Écrins) ist der fünfte französische Nationalpark, der besonders den Lebensraum im Hochgebirge schützen soll. Er liegt in den Dauphiné-Alpen zwischen den Städten Grenoble, Briançon und Gap. Sein Kernbereich liegt im Écrins-Massiv. Dort wurde bereits 1913 bei La Berarde ein Nationalpark gegründet, der aber nur kurz bestand. Erst 1973 wurde der Nationalpark Écrins auf Betreiben von Bergsteigern, Naturschutzverbänden und des Club Alpin Français offiziell gegründet. Der gesamte Park umfasst 1788 km² wobei die besonders geschützte Kernzone eine Fläche von 925 km² hat. Im Nationalpark Écrins wurden knapp 8000 verschiedene Pflanzen- und Tierarten beobachtet. Sie verteilen sich auf unterschiedliche Lebensräume, die von ca. 700 m Höhe bis 4102 m reichen.

## Geographie
Der Nationalpark Écrins liegt in den Dauphiné-Alpen, einem Teilgebiet der Westalpen, genauer im Écrins-Massiv. Er liegt in Gemeindegebieten zweier Départements, Isère in der Region Auvergne-Rhône-Alpes und Hautes-Alpes in der Region Provence-Alpes-Côte d’Azur. Er ist auch Teil der sieben historischen, untergeordneten Provinzen Champsaur, Valgaudemar, Embrunais, Vallouise, Briançonnais, Oisans und Valbonnais. Durch den Park verläuft die Wasserscheide zwischen den Flüssen Isère und Durance. Die heutige Kernzone entspricht etwa dem Gebiet des 1973 gegründeten Nationalparks. Der Park liegt zwischen den Städten Gap (12 km Luftlinie), Briançon (13 km) und Grenoble (23 km). Er wird von den Tälern der Flüsse Romanche, Guisane, Durance und Drac begrenzt. Die besonders geschützte Kernzone des Park hat eine Fläche von 925 km². Sie ist umgeben von dem sogenannten Beitrittsgebiet von 863 m², in dem weniger strikte Schutzmaßnahmen gelten. Der gesamte Park umfasst also 1788 km².

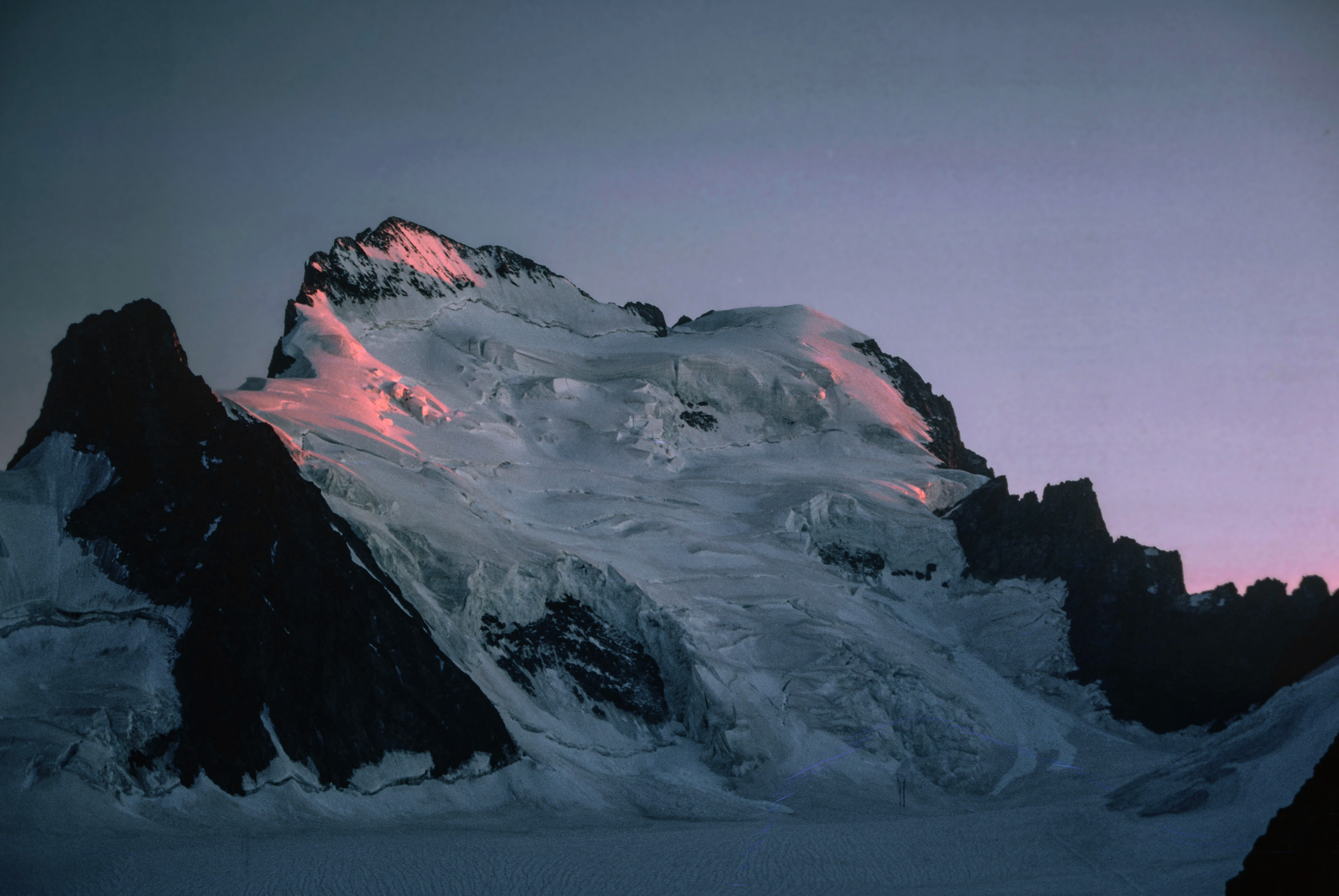
Nordwand des Barre des Écrins

Der Park liegt zwischen einer Höhe von ca. 700 m und 4102 m. In ihm liegen etwa 150 Berggipfel über 3000 m und er hat eine Gletscherfläche von etwa 100 km². Folgende Berge beherrschen das Relief des Nationalparks; in seinem nördlichen Teil Rateau, Soreiller, Meije und Grande Ruine, in seinen östlichen Teil Barre des Écrins, Ailefroide und Pelvoux sowie in seinen südlichen Teil Muzelle, Olan, Bans und Sirac, welche in die niedrigeren Massive von Champsaur und Embrunais übergehen.
Wichtige Gletscher im Écrins-Massiv sind der Glacier Blanc, der Glacier Noir und der Glacier d’Arsine. Der Glacier Blanc ist der längste Gletscher des Écrins-Massivs. Er beginnt an den Nordflanken des Barre des Écrins in einer Höhe von 4000 m und fließt über 5,5 km bis zum Ende seiner Zunge auf etwa 2450 m (Wert für 2015). Der Glacier Noir speist sich aus zwei Firnbecken. Diese liegen zum einen unterhalb des Col des Avalanches am Fuße des Pic Coolidge und zum anderen unterhalb des Col de Coste Rouge zwischen Ailefroide und Pic Coolidge. Der Glacier Noir ist mit Moränenschutt bedeckt, so dass kein Gletschereis sichtbar ist. Daher kommt auch sein Name „Schwarzer Gletscher“. Diese Schuttschicht aus Kies, Steinen und Felsblöcken ist im Durchschnitt 20 cm bis 30 cm dick und schützt das Eis vor der Sonneneinstrahlung. Der Glacier d’Arsine ist ein Kargletscher. Er liegt in einem weiten, nordseitigen Kessel, der von hohen Wänden umgeben ist, deren Gipfel zwischen 3200 m und 3600 m hoch sind und zu dem Montagne des Agneaux, dem Pic de Neige Cordier und dem Pic d'Arsine gehören. Als Besonderheit gilt, dass der Gletscher in seinem unteren Teil von Moränen bedeckt ist. Am Ende der Gletscherzunge, in einer Höhe von etwa 2470 m, liegen Seen hinter historischen Moränenaufhäufungen der Kleinen Eiszeit (ca. 1550–1850). Weitere große Gletscher im Parkgebiet sind der Glacier de Laurichard sowie die Gletscher der Meije (Glaciers de la meije).

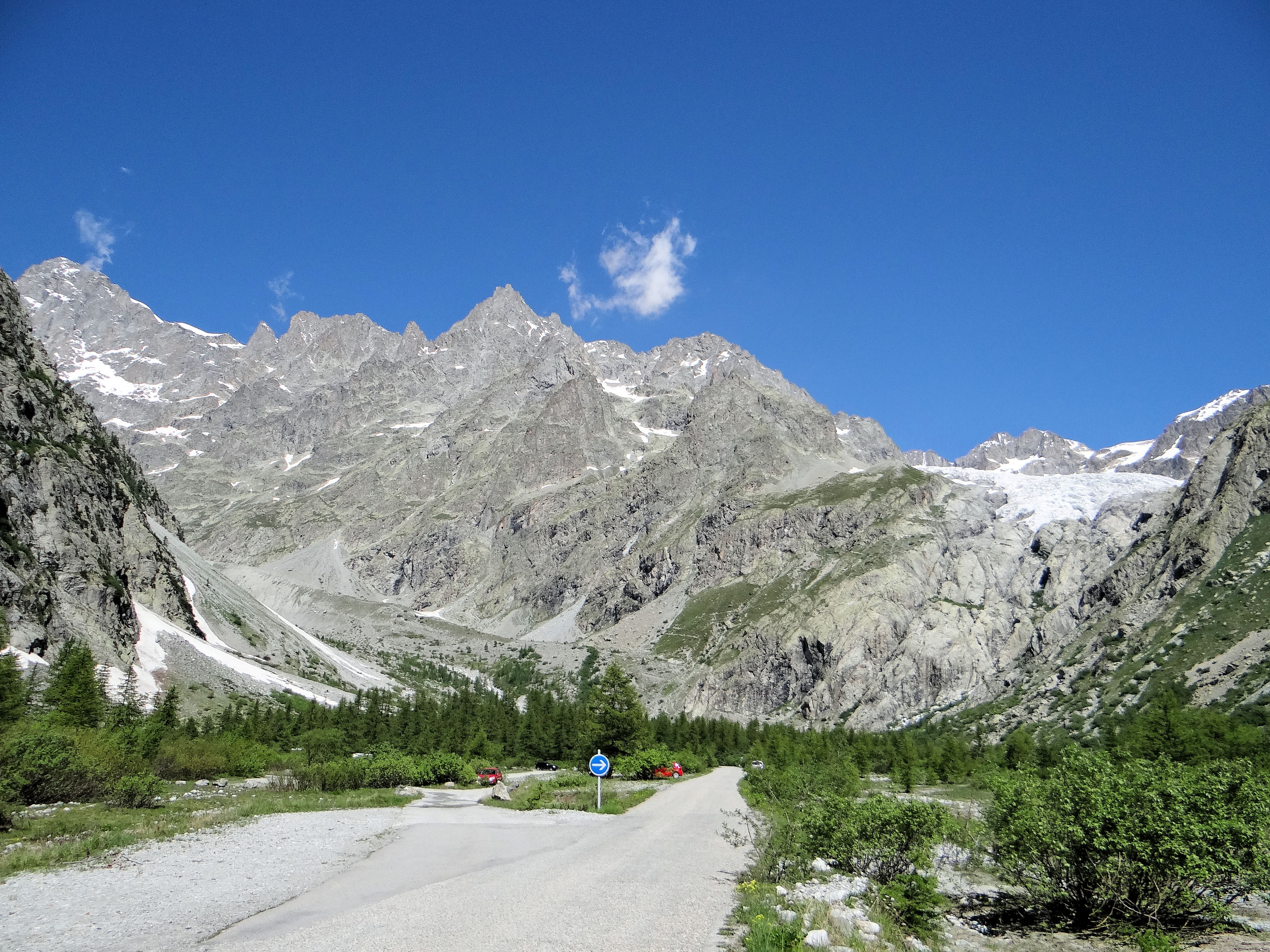
Ebene „Pré de Madame Carle“

Am Ende des 19. Jahrhunderts flossen der Glacier Blanc und der Glacier Noir auf etwa 1870 m in der Ebene zusammen, die Pré de Madame Carle genannt wird. Im Laufe des 20. Jahrhunderts gingen beide Gletscher stetig zurück. Dieser Gletscherrückgang wurde zwar von einzelnen Vorstößen unterbrochen, seit 1985 ist der Glacier Blanc aber um mehr als 750 m zurückgegangen.
Im Parkgebiet liegen teilweise oder ganz 54 Gemeinden, von denen nur fünf dem Nationalpark nicht beigetreten sind bzw. die Charta des Parks nicht unterzeichnet haben (Stand 2016).
| Gemeinden im Park A–F | Gemeinden im Park L–O | Gemeinden im Park P–S | Gemeinden im Park S–V |
| --- | --- | --- | --- |
| - Ancelle - Aspres-lès-Corps - Aubessagne - Besse-en-Oisans - Buissard - Chabottes - Champcella - Champoléon* - Chantepérier* - Châteauroux-les-Alpes - Clavans-en-Haut-Oisans - Crots - Embrun - Entraigues - Freissinières | - L’Argentière-la-Bessée - La Chapelle-en-Valgaudémar - La Grave - La Motte-en-Champsaur - Lavaldens* - Le Bourg-d’Oisans - Le Monêtier-les-Bains - Les Deux Alpes - Les Vigneaux - Mizoën - Orcières - Oris-en-Rattier* - Ornon - Oulles | - Prunières - Puy-Saint-Vincent - Puy-Saint-Eusèbe - Puy-Sanières - Réallon - Réotier - Saint-Apollinaire - Saint-Bonnet-en-Champsaur - Saint-Clément-sur-Durance - Saint-Christophe-en-Oisans - Saint-Firmin - Saint-Jacques-en-Valgodemard - Saint-Jean-Saint-Nicolas | - Saint-Julien-en-Champsaur - Saint-Léger-les-Mélèzes - Saint-Maurice-en-Valgodemard - Saint-Michel-de-Chaillol - Savines-le-Lac - Valbonnais* - Valjouffrey - Vallouise-Pelvoux - Villar-d’Arêne - Villar-Loubière - Villard-Notre-Dame - Villard-Reymond |

Der Stern (*) kennzeichnet die Gemeinden, die bis 2016 die Charta des Parks nicht unterzeichnet haben.

## Hydrographie
Der Nationalpark Écrins wird von mehreren Flüssen und größeren Bächen entwässert. Deren Wasser münden letztendlich in zwei Flüsse, den Drac im Westen und Norden und die Durance im Osten und Süden. Der Park verfügt außerdem über eine Vielzahl von Seen.

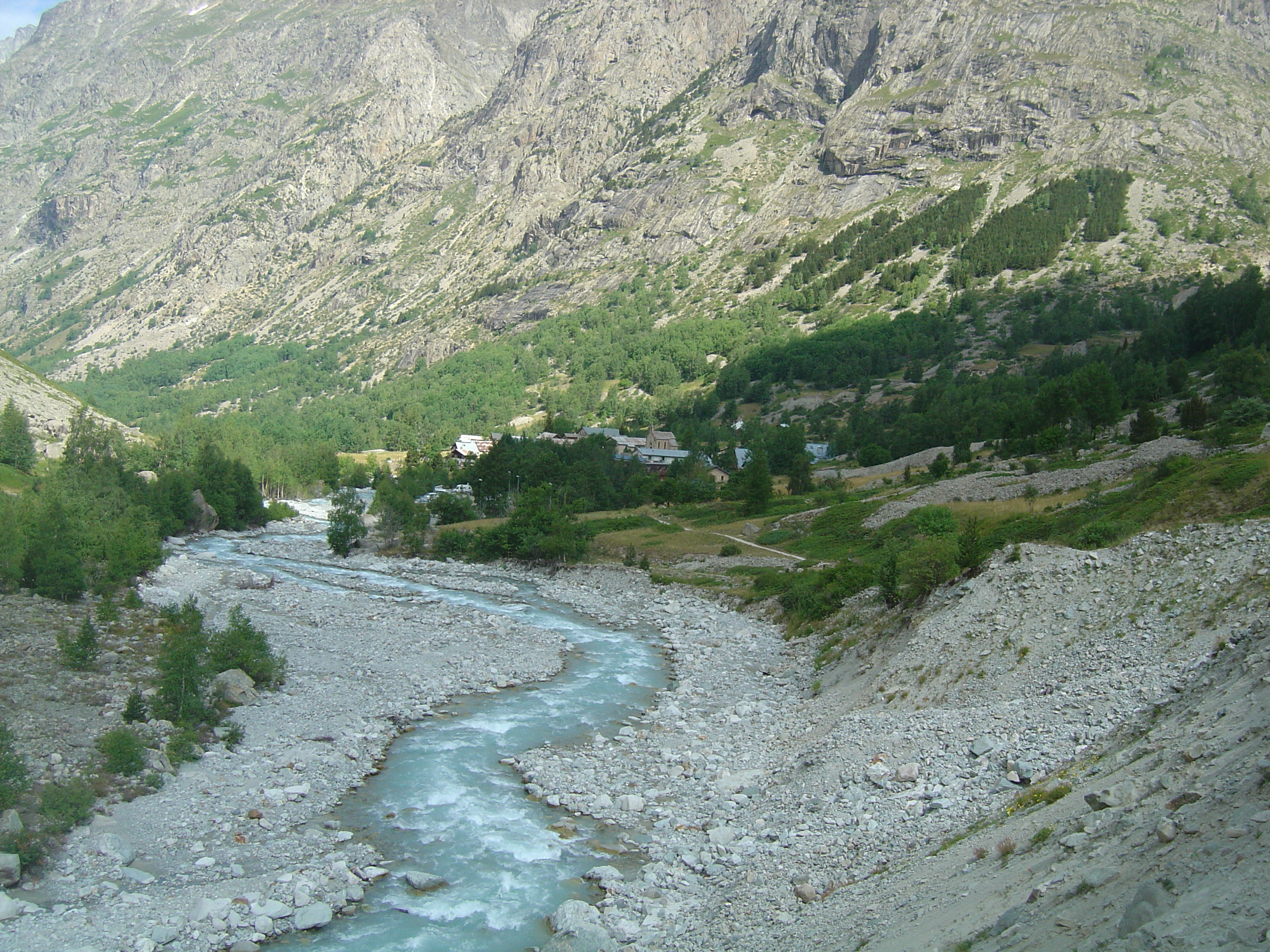
Vénéon bei La Berarde

Die größeren Nebenflüsse des Drac sind von Ost nach West aufgelistet. Ihre Mündungen sind nur dann angegeben, wenn sie nicht direkt in den Drac fließen.
- Romanche (78,3 km lang): Sie entspringt dem Glacier de la Plate-des-Agneaux in einer Höhe von 2143 m.
- Vénéon (33,5 km lang): Er entspringt dem Glacier de Pilatte in einer Höhe von 2577 m. Er mündet in die Romanche.
- Bonne (40,1 km lang):  Er entspringt am Lac des Pissoux in einer Höhe von 2632 m.
- Malsanne (15,4 km lang): Sie entspringt am Lac du Vallon in einer Höhe von 2493 m. Sie mündet in den Bonne.
- Séveraisse (32,9 km lang): entspringt dem Glacier du Chabournéou in einer Höhe von 2336 m. Ihr Wasser dient der Bewässerung des Tals von Valgaudemar.
- Drac de Champoléon: Er entspringt im Vallon du Rougnoux in einer Höhe von 2419 m. Er vereinigt sich in der Gemeinde Champoléon mit dem Drac Noir.
- Drac Noir (130,2 km lang): Er gilt als der Haupt-Quellfluss des Drac. Er entspringt im Mourre-Froid Massiv auf 2423 m Höhe und mündet nach 130,2 km in die Isère.

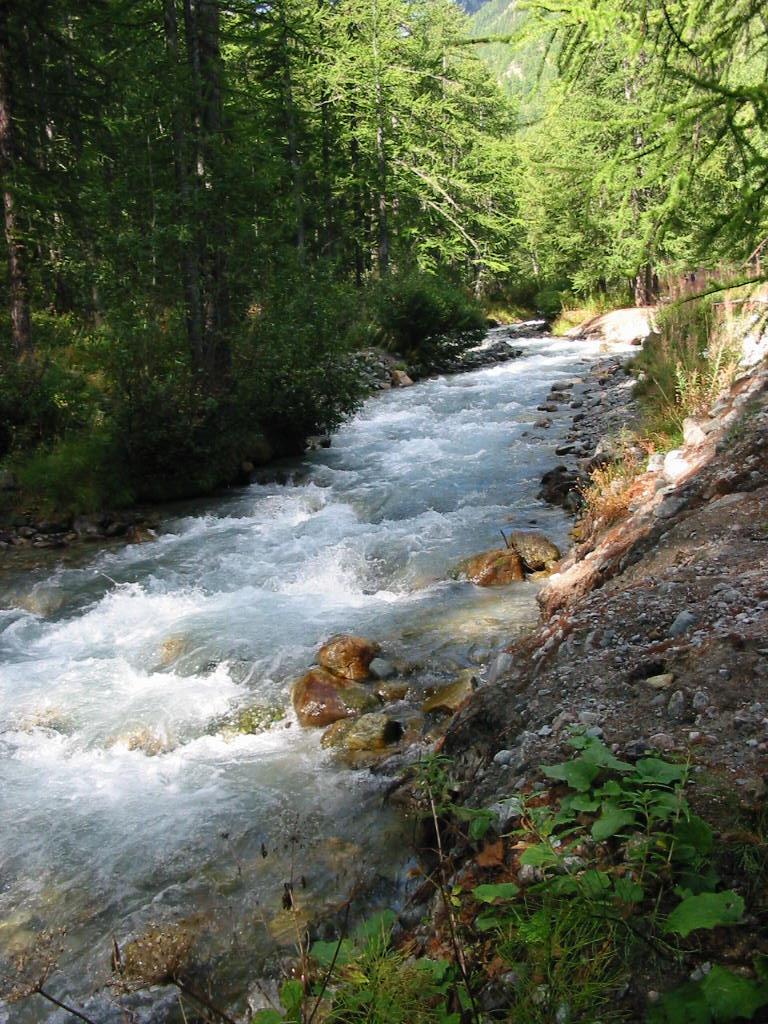
Die Guisane vor dem Weiler „Casset“.

Wichtige Nebenflüsse der Durance sind von Ost nach West:
- Guisane (27,7 km lang): Sie entspringt am Col du Lautaret in 2552 m Höhe.
- Gyronde (23,6 km lang): Er wird durch die Quellflüsse Gyr und Onde gebildet.
- Fournel (19,2 km lang): Er entspringt am Pic de la Cavale in einer Höhe von 2908 m.
- Biaysse (17,4 km lang): Er entspringt am Col d'Orcières in einer Höhe von 2611 m.
- Rabioux (15,5 km lang): Er entspringt im Vallon du Tissap in 2251 m Höhe.
- Torrent de Réallon (19,8 km lang): Er entspringt am Montagne de Charges in einer Höhe von 2350 m. Er mündet nach 19,8 km in den Lac de Serre-Ponçon.

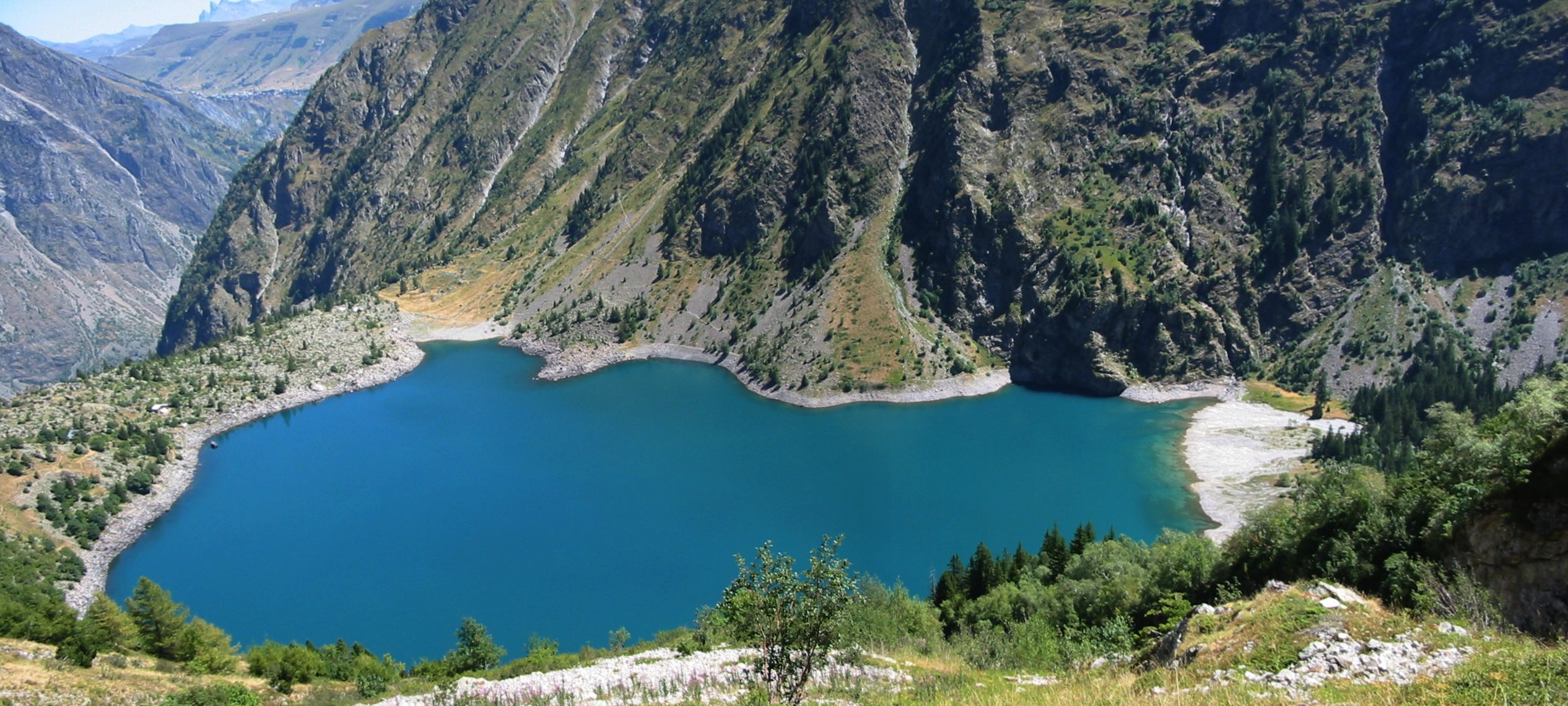
Der See von Lauvitel

Einige ökologisch wichtige Seen des Parks sind:
- Lauvitel: Er ist zwischen 25 und 35 ha groß und zwischen 40 und 65 m tief und damit der tiefste und größte See des Parks.  Er liegt westlich von Vénosc am Fuße der Aiguille de Vénosc, .
- Lac du Plan Vianney: In diesem im Skigebiet von Les Deux Alpes liegenden See leben viele Lachse.
- Lac de la Muzelle: Er liegt oberhalb von Bourg d'Arud bei der Refuge de Muzelle und speißt den Wasserfall von Muzelle.
- Lac des Pisses:  Er liegt in der Nähe des Wintersportortes Orcières.
- Lac de Lauzon: Er liegt unterhalb des Berges Les Rouies und oberhalb des Wildbachs Gioberney.
- Lacs de Crupillouse: Sie liegen in der Gemeinde Champoléon unterhalb des Pic Central de Parieres und sind nur schwer zu Fuß erreichbar.
- Lacs de Pétarel: Sie liegen südlich von La Chapelle-en-Valgaudémar und sind eine Touristenattraktion im Tal von Valgaudemar.
- Lac du Pavé: Der Hochgebirgssee liegt südöstlich der Meije auf einer Höhe von 2 820 m. Er ist der höchstgelegene und mit  4 °C der kälteste See des Parks.

Viele hochalpinen Seen bleiben den größten Teil des Jahres über vereist, wie z. B. der Lac de l'Eychauda, der Lac des Rouies oder der Lac du glacier d'Arsine.

## Klima
Das Klima im Nationalpark Écrins ist trotz seiner südlichen Lage eher rau. Die Gletscher beeinflussen das lokale Klima, so dass der Park zu einem der kältesten Gebiete der Alpen gehört. Im Winter kann die Temperatur in 4000 m Höhe örtlich auf −45 °C sinken. Die Tallagen haben im Sommer zwar milde Tagestemperaturen, die Nächte sind aber kalt. Oberhalb von 2500 m bis 3000 m bleibt es unabhängig von der Jahreszeit kalt. Das Wetter ist stark vom Relief des Parks geprägt (Höhe), aber auch von der geographischen Lage im Park (Ost-West-Ausrichtung).
An der eher westlich und 980 m hoch gelegenen Wetterstation von Météo-France in Valjouffrey La-Chapelle beträgt die Jahresmitteltemperatur 8,3 °C und die durchschnittliche Jahresniederschlagsmenge beläuft sich auf 1143,8 mm. Der wärmste Monat ist der Juli mit im Mittel 17,8 °C, der kälteste Monat ist der Januar mit durchschnittlich 2,9 °C. Der meiste Niederschlag fällt im Oktober mit 130,0 mm im Mittel, der wenigste Niederschlag fällt im Juli mit durchschnittlich 65,3 Millimetern.
|                        | Jan   | Feb  | Mär  | Apr  | Mai   | Jun  | Jul  | Aug  | Sep   | Okt   | Nov   | Dez   |   |         |
| Mittl. Temperatur (°C) | −1,2  | 0,2  | 4,4  | 7,5  | 11,8  | 15,3 | 17,8 | 17,3 | 13,7  | 9,6   | 3,4   | −0,4  | ⌀ | 8,3     |
| Mittl. Tagesmax. (°C)  | 2,9   | 5,3  | 10,3 | 13,9 | 18,5  | 22,4 | 25,6 | 24,7 | 20,3  | 15,1  | 7,5   | 3,4   | ⌀ | 14,2    |
| Mittl. Tagesmin. (°C)  | −5,3  | −4,8 | −1,5 | 1,0  | 5,2   | 8,2  | 10,0 | 9,9  | 7,1   | 4,0   | −0,7  | −4,1  | ⌀ | 2,5     |
|                        |       |      |      |      |       |      |      |      |       |       |       |       |   |         |
| Niederschlag (mm)      | 103,2 | 80,2 | 82,7 | 89,9 | 100,0 | 87,0 | 65,3 | 75,1 | 107,1 | 130,9 | 114,0 | 108,4 | Σ | 1.143,8 |

| −5,3 |

| −4,8 |

| −1,5 |

| 1,0 |

| 5,2 |

| 8,2 |

| 10,0 |

| 9,9 |

| 7,1 |

| 4,0 |

| −0,7 |

| −4,1 |

| −5,3 |

| −4,8 |

| −1,5 |

| 1,0 |

| 5,2 |

| 8,2 |

| 10,0 |

| 9,9 |

| 7,1 |

| 4,0 |

| −0,7 |

| −4,1 |

| N i e d e r s c h l a g | 103,2 | 80,2 | 82,7 | 89,9 | 100,0 | 87,0 | 65,3 | 75,1 | 107,1 | 130,9 | 114,0 | 108,4 |
|                         | Jan   | Feb  | Mär  | Apr  | Mai   | Jun  | Jul  | Aug  | Sep   | Okt   | Nov   | Dez   |

An der eher östlich und 2075 m hoch gelegenen Wetterstation von Meteo France am Col du Lautaret beträgt die Jahresmitteltemperatur 3,3 °C und die durchschnittliche Jahresniederschlagsmenge beläuft sich auf 468,7 mm. Der wärmste Monat ist der August mit im Mittel 13,5 °C, der kälteste Monat ist der Februar mit durchschnittlich −8,9 °C. Der meiste Niederschlag fällt im Juli mit 77,0 mm im Mittel, der wenigste Niederschlag fällt im Januar mit durchschnittlich 5,8 Millimetern.

## Geschichte des Nationalparks
Die Geschichte des Parks begann 1913. Alphonse Mathey (1862–1927), Initiator des Nationalparkprojekts, verteidigte die Idee der Gründung eines Nationalparks im Landwirtschaftsministerium und erhielt Kredite für den Erwerb von Grundstücken. Daraufhin erwarb der französische Staat 40 km² Bergland auf den Höhen von Saint-Christophe-en-Oisans. Auf diesem Land wurde der „Parc de la Bérarde“ geschaffen. Durch zwei weiter Ankäufe in den Gemeinden Pelvoux (1923) und Guillaume-Peyrouse (1924) gelang es ihm, ein zusammenhängendes Gebiet von 130 km² zu erwerben. In diesem Gebiet sollte die alpine Landschaft vor überhandnehmender Weidewirtschaft geschützt werden, welche zu Erosion, Abholzung und Kanalisierung von Wildbächen führte. Doch schon bald traten die wissenschaftlichen und pädagogischen Aspekte des Projekts in den Vordergrund. Der Park verlor 1962 die Bezeichnung „Nationalpark“, bevor er am 27. März 1973 per Dekret des Premierministers als „Parc national des Écrins“ neu gegründet wurde.

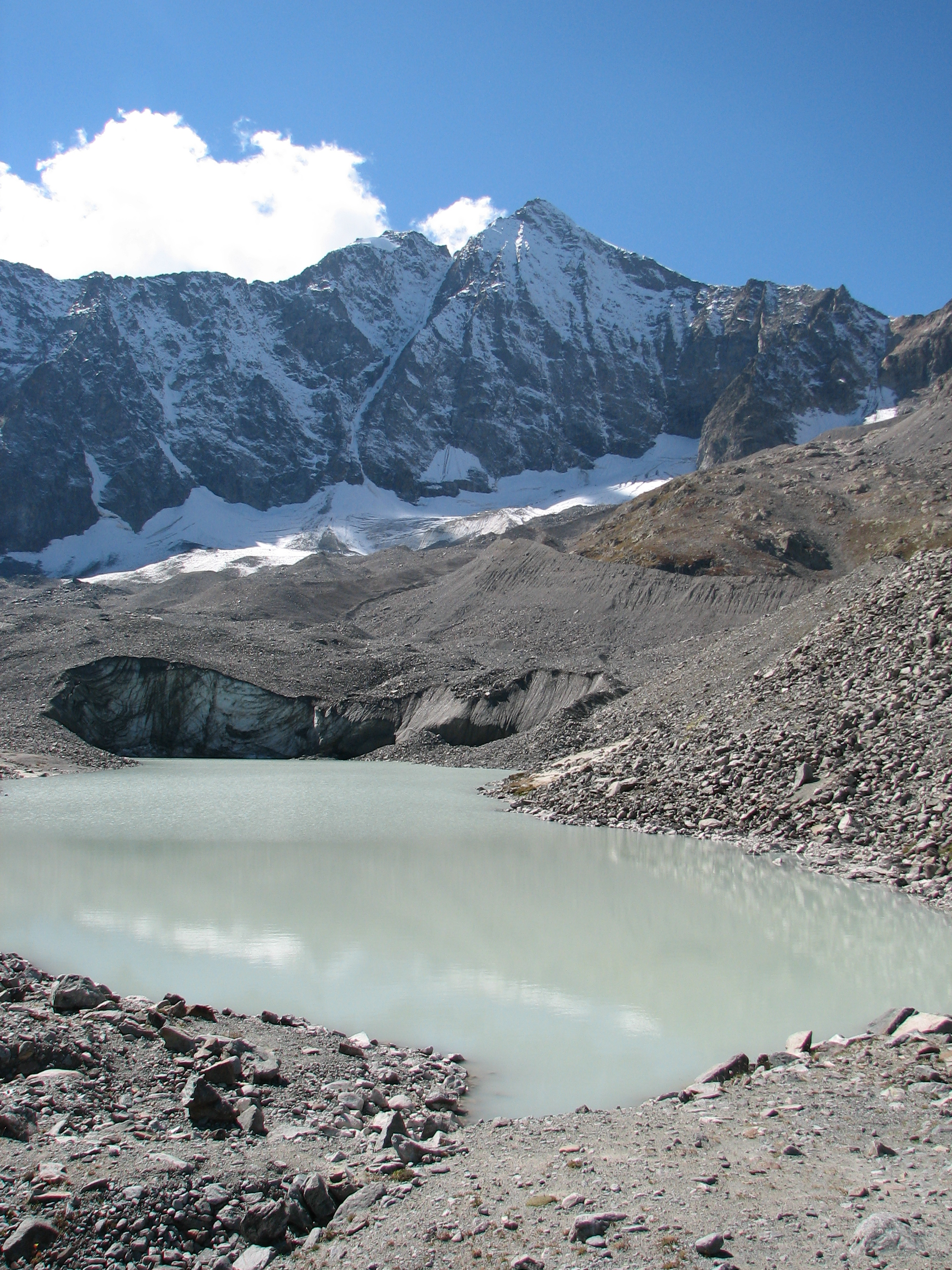
Glacier d'Arsine (Schuttbedeckt) mit dem Lac d'Arsine

Die ersten Mitarbeiter des neuen Nationalparks wurden 1974 eingestellt und 1976 wurde das erste „Maison du Parc“ in Vallouise eingeweiht. Ein Maison du Parc dient als Standort für Mitarbeiter und als Informationsstelle für Besucher. In diesem Jahr wurde auch ein erfolgloser Versuch unternommen, Steinböcke wieder anzusiedeln. Die ersten wissenschaftlichen Datenbanken wurden ab 1977 erstellt. Im darauffolgenden Jahr, 1978, wurde der erste Aktionsplan zur Lenkung von Touristen in der Randzone ins Leben gerufen. Zu Beginn der 1980er Jahre wurden die Wasserkraftwerke an der oberen Romanche eingerichtet. Um eine plötzliche Entleerung des Lac d'Arsine in das Tal der Guisane zu verhindern, mussten 1986 Sicherungsarbeiten durchgeführt werden. Ab dem Frühjahr wurde in über 2000 m Höhe ein Abfluss für den See geschaffen. Schließlich wurden 1989 sechzehn Steinböcke aus den Regionalen Naturparks Vercors und Vanoise erfolgreich im Valbonnais wieder angesiedelt.
Die 1990er Jahre standen im Zeichen von geschlossenen Vereinbarungen. So wurde z. B. 1992 die erste Konvention zur Erschließung von Kletterfelsen im Kerngebiet des Parks unterzeichnet. 1993 folgten zahlreiche Verträge mit den Schäfern zur Bewirtschaftung der Almen. 1995 wurde das erste Totalreservat Frankreichs im Lauvitel-Tal geschaffen. Am 11. Juli 1996 unterzeichnete die Umweltministerin Corinne Lepage die Partnerschafts-Charta für nachhaltige Entwicklung, welche anschließend mit den Gebietskörperschaften, dem Office National des Forêts und den Landwirtschaftskammern der Regionen Hautes-Alpes und Isère zur Charta des Nationalparks weiterentwickelt wurde. Eine Partnerschaft mit den Bergwanderführern wurde 2000 abgeschlossen. Von 2002 bis 2007 nahm der Park am europäischen Habitalp-Programm teil, das eine Kartierung der natürlichen Lebensräume im gesamten Alpenraum durchführte. Von 2001 bis 2008 erfolgte gleichzeitig die Umsetzung des europäischen Programms Leader+ zur Förderung der Willkommenskultur im Park. Im April 2006 wurde von der Nationalversammlung und dem Senat das Gesetz zur Entwicklung der Nationalparks beschlossen, auf dessen Basis die Charta des Parks erarbeitet wurde.
Im Jahr 2010 wurde im Rahmen des internationalen Programms Alparc das Projekt „Alpages sentinelles“ ins Leben gerufen, in dem Schäfer, Züchten, Wissenschaftler, Weidetechniker und Mitarbeiter des Parks gemeinsam die Entwicklung der Almen unter dem Einfluss des Klimawandels untersuchten. Am 28. Dezember 2012 unterzeichnete der Staatsrats die Charta des Nationalparks Écrins. Bis 2016 traten 90 % der Gemeinden dem Nationalpark bei. Gleichzeitig wurden die wissenschaftlichen Studien fortgesetzt, z. B. zur geografischen Verteilung von Pflanzen und zur Verfolgung der Steinböcke im Park durch Geolokalisation. Ein Online-Atlas der Flora und Fauna des Parks, Biodiv'Écrins, wird 2016 eingeführt. Im April 2019 wurde der Park in die Grüne Liste der IUCN aufgenommen. Diese Zertifizierung anerkennt einerseits die geschützten Gebiete und bescheinigt andererseits, dass deren Management und Verwaltung den Standards der IUCN entsprechen. Ende Dezember 2019 wurde die Kernzone des Parks um 7,05 km² erweitert, indem zwei Naturreservate, die an die Kernzone angrenzen, in den Park aufgenommen wurden. Über 600 neue Arten wurden 2022 im Nationalpark entdeckt, darunter 8 neue Arten Wirbelloser in Frankreich.

## Die Aufgaben des Nationalparks
Die Hauptaufgaben des Nationalparks bestehen darin, das Wissen über die Natur zu vertiefen und wissenschaftliche Forschung zu ermöglichen, Arten und Lebensräume und deren natürliche Ressourcen zu erhalten, das Massiv für die Öffentlichkeit zugänglich zu machen sowie die lokale nachhaltige Entwicklung zu begleiten.

### Kenntnis der Arten und Lebensräume, Aufnahme der wissenschaftlichen Forschung.
Durch Studien und eine regelmäßige Überwachung der Lebensräume und Arten ermöglicht der Park eine besseres Verständnis dieser Lebensräume, ihrer Funktionsweise und ihrer Entwicklung. Die Auswirkungen des Klimawandels sind ebenfalls ein wichtiger Aspekt diesen Studien und dem dazugehörenden Monitoring. Der Park ist auch Teil eines Netzwerks, das Daten zur Biodiversität sammelt. Die Öffentlichkeit kann sich auch an den Beobachtungen und der Datenerhebung beteiligen, indem sie bestimmte mit dem Park verbundene Websites nutzt.

### Erhaltung von Arten, Lebensräumen und natürlichen Ressourcen.
Im Park wurden Maßnahmen zum Schutz vom Arten und Räumen getroffen, um das gesamte Naturerbe dauerhaft zu erhalten. Der Park arbeitet dazu auch mit Landwirten zusammen, um die landwirtschaftlich genutzten Lebensräume zu erhalten. So wird beispielsweise die traditionelle Art des Ackerbaus und der Viehzucht fortgeführt, bei der bestimmte Wiesen gemäht werden. Dies bewahrt deren biologische Vielfalt und verhindert das Zuwachsen mit Büschen oder Sträuchern. Darüber hinaus bietet der Park finanzielle Patenschaften für seltene Tiere mit empfindlichen Populationen an, um die Forschung über diese Tiere zu finanzieren und ihren Schutz zu erleichtern.

### Empfang, Sensibilisierung der Öffentlichkeit und Umwelterziehung
Seit vielen Jahren führt der Nationalpark Écrins Aktionen zur Sensibilisierung und Umwelterziehung durch. Ziele sind sowohl die breite Öffentlichkeit als auch die lokalen Schulen mit Besichtigungen, Entdeckungsaktivitäten und thematischen Interventionen in den Klassen. Die Mitarbeiter des Parks unterhalten mehr als 750 km Wanderwege, um den Zugang zum Park zu fördern und zu erleichtern. Ein Teil des Fernwanderweg GR 54 gehört dazu, einen der drei wichtigsten Fernwanderwege in den französischen Alpen, sowie die Wege der „Tour des Écrins“. Ebenso wurden zum Schutz der sensiblen Ökosysteme Bergsportaktivitäten im Park eingeschränkt und reglementiert. Trotzdem konnten Alpinismus und Klettern im Park weiterentwickelt werden. So hat zum Beispiel Jean-Michel Cambon (letztendlich) in Zusammenarbeit mit der Parkverwaltung hunderte moderne Kletterrouten im Parkbereich erschlossen und in mehreren Kletterführern veröffentlicht.

### Begleitung und Entwicklung des Gebiets
Der Park steht mit zahlreichen Akteuren des Gebiets in Verbindung, um das Gebiet und die Aktivitäten in den Gemeinden besser kennen zu lernen, zu erhalten und unter Achtung des Natur- und Kulturerbes zu entwickeln.

## Die Verwaltung des Nationalparks
Der Nationalpark Écrins ist eine öffentliche Einrichtung, die dem Ministerium für Ökologie, nachhaltige Entwicklung und Energie unterstellt ist. Der zentrale Verwaltungssitz des Nationalparks Écrins liegt im Domaine de Charance oberhalb von Gap im Departement Hautes-Alpes. Dort befindet sich die Direktion, das Generalsekretariat und die drei thematischen Abteilungen Planung und örtliche Entwicklung, Wissenschaft sowie Empfang und Kommunikation.
Jede der sieben lokalen Niederlassungen der Parkverwaltung ist für eine traditionelle Region Frankreichs zuständig und gewährleisten sowohl die Verwaltung des Parks Vorort als auch die Leitung der großen Territorien. Die Mitarbeiter und Außenteams sind in vier Gebäuden untergebracht, den Maisons du Parc, die den folgenden Regionen zugeteilt sind: Champsaur/Valgaudemar, Embrunais, Vallouise/Briançonnais und Oisans/Valbonnais. Die Maisons du Park dienen darüber hinaus der Information der Öffentlichkeit und der Besucher und sind auch Begegnungsstätte für die lokalen Akteure.
Drei Gremien sind an der Verwaltung des Parks beteiligt:
- Der Verwaltungsrat beschließt die Politik des Nationalparks. Er besteht mehrheitlich aus Akteuren des Gebiets d. h. aus gewählten Vertretern und „qualifizierten Persönlichkeiten“.[28]
- Der wissenschaftliche Rat ist eine Beratungsinstanz, dessen Stellungnahme zu allen Arbeiten in der Kernzone erforderlich ist. Er besteht aus etwa 20 Personen mit anerkannten Kompetenzen in Naturschutz und Schutz des Kulturerbes. Die Mitglieder werden von den Präfekturen per Erlass ernannt.[28]

- Der Wirtschafts-, Sozial- und Kulturrat dient der Diskussion und Abstimmung. Dazu werden Diskussionsrunden über die für den Park festzulegenden Leitlinien einberufen, zu denen Vertreter der thematischen Ausschüsse zusammenkommen. Er überwacht auch die Umsetzung der Beschlüsse. Weiter soll er die Zusammenarbeit zwischen Park und den Akteuren des Gebiets fördern und abstimmen. Dieser Rat hat z B. an der Erstellung der Charta mitgearbeitet. Er besteht aus Mitgliedern des Verwaltungsrats und „kompetenten Persönlichkeiten, die einen Beitrag zum Parkprojekt leisten wollen“.[28] Dieser Rat umfasst Arbeitsgruppen, die auf mehrere Themenbereiche verteilt sind:[28]
  - Die Gruppe „Kulturerbe“ befasst sich sowohl mit dem kulturellen und landschaftlichen Erbe (Bauwerke, Know-how, Geschichte des Territoriums) als auch mit dem Naturerbe (Wissen und Verwaltung).
  - Die Gruppe „Empfang, Pädagogik und Kultur“ befasst sich mit Empfangseinrichtungen, Veranstaltungen für Schulen und die breite Öffentlichkeit, der Verlagspolitik und der Unterstützung des kulturellen Lebens.
  - Die Gruppe „Wirtschaftliche Entwicklung“ befasst sich mit Fragen zur Landwirtschaft (Raumplanung, Wirtschaft, u.s.w.), zum Handwerk und zum Tourismus (Vernetzung der Akteure im Tourismusbereich, Produkte, Werbung u.s.w.).

## Die Charta des Nationalparks
Im April 2006 wurde von der Nationalversammlung und dem Senat ein Gesetz verabschiedet, das die Rolle der gewählten Volksvertreter und der lokalen Akteure hinsichtlich der Entwicklung aller Nationalparks stärkt. Für jeden Nationalpark soll eine Charta erarbeitet werden, die für 15 Jahre die Politik und die Partnerschaft des Nationalparks mit den Gebietskörperschaften und dem Staat definiert, um vor allem für die Kernzonen ein Mindestmaß an Naturschutz zu gewährleisten. Im Nationalpark Écrins wurde die Charta in mehr als 600 Konzertierungs-Sitzungen von Mai 2008 bis Herbst 2011 durch Kommissionen und den Wirtschafts-, Sozial- und Kulturrat erarbeitet. Anschließend wurde die Charta den Gemeinden zur Zustimmung vorgelegt. 54 Gemeinden des gesamten Nationalparkgebiets wurden aufgefordert, der Charta freiwillig beizutreten. 49 von ihnen haben sich für dieses Territorialprojekt entschieden (Stand 2016).
Die Charta definiert die Leitlinien für die nachhaltige Entwicklung des Gebietes. Die partnerschaftliche Umsetzung der Leitlinien geschieht in vier Entwicklungsachsen:
- Kulturleben: Diese Achse soll Wissen über das Gebiet vermitteln, kulturelle Aktionen unterstützen sowie der Umwelterziehung und der Förderung der Gebirgskultur dienen.
- Hochwertiges Lebensumfeld: Diese Achse befasst sich insbesondere mit der Aufwertung und Erhaltung der natürlichen Ressourcen und des baulichen Erbes, dem motorisierten Verkehr in den Naturräumen sowie der ökologischen Verantwortung.
- Schutz der Ressourcen und des Kulturerbes: Diese Achse gibt Leitlinien vor zu landwirtschaftlichen Praktiken, der Bewirtschaftung der Almen einschließlich der Unterstützung bei der Einführung von Agrarumweltmaßnahmen, der Unterstützung der Holz- und Forstwirtschaft, dem Schutz der Wasserressourcen, der natürlichen Lebensräume und der Arten sowie der Erhaltung bemerkenswerter Landschaften.
- Öffentlichkeitsarbeit: Diese Achse entwickelt das Tourismusangebot und die Partnerschaft mit den Tourismusorten.

## Regelungen für die Kernzone des Nationalparks
Die Kernzone wird durch eine besonders strikte Zugangsregeln geschützt. Die Grenzen der Kernzone des Nationalparks sind durch blau-weiß-rote Flaggen markiert, die auf Felsen oder Holztafeln gemalt sind. Hunde sind in der Kernzone verboten, auch  wenn sie an der Leine geführt werden. Sammeln, Pflücken und Entnahme von Tieren, Pflanzen, Mineralien und Fossilien sind verboten. Es herrscht absolutes Jagdverbot. Abfall muss wieder aus der Kernzone mitgenommen werden. Campen und offenes Feuer sind verboten. Biwakieren ist von 19 Uhr bis 9 Uhr erlaubt, wenn der Biwakplatz in einer Entfernung von mindestens einer Stunde Fußmarsch von öffentlichen Straßen und der Zonengrenze entfernt liegt. Die Benutzung von Fahrzeuge und Mountainbikes ist verboten, ebenso wie Drachen- und Gleitschirmfliegen. Auch Drohnen sind im Park untersagt.

## Geschützte Fauna und Flora
Im Nationalpark Écrins wurden mindestens etwa 5700 Arten von Wirbellosen Tieren beobachtet zu denen Insekten, Schnecken, Tausendfüßler, Spinnen, Käfer und Krebse gehören. Weiter wurden 413 Wirbeltierarten (Fische, Amphibien, Reptilien, Vögel und Säugetiere) beobachtet und 2202 Pflanzenarten. Sie verteilen sich in unterschiedlich in den Lebensräumen, was mit den geologischen Bedingungen, der Höhe, dem Klima sowie der Exposition zusammenhängt.

### Fauna
Insekten: Zu den seltenen, im Park lebenden Insekten gehören z. B. die Schmetterlinge Isabellaspinner (Graellsia isabelae galliaegloria Oberthur) und Apollofalter (Parnassius apollo), die Heuschrecken Bachheuschrecke (Epacromius tergestinus ponticus) und Nordische Gebirgsschrecke (Melanoplus frigidus frigidus), die Libellen Alpen-Smaragdlibelle (Somatochlora alpestris) und Helm-Azurjungfer (Coenagrion mercuriale). Weiter trifft man hier auf den Alpenbock (Rosalia alpina) und die kurzflüglige Zikade (Cicadetta petryi Schumacher, 1924).
Amphibien und Reptilien: Zu den seltenen, im Park lebenden Amphibien gehören z. B. der Feuersalamander (Salamandra salamandra), die Gemeine Geburtshelferkröte (Alytes obstetricans), die Gelbbauchunke (Bombina variegata) und der Bergmolch (Ichthyosaura alpestris). Zu den geschützten Vertreterb des Reptilien gehört z. B. die Perleidechse (Timon lepidus).
Vögel: Zu den seltenen, im Park lebenden Vögel gehören u. a. der Gänsegeier (Gyps fulvus), der Steinadler (Aquila chrysaetos) und Sperlingskauz (Glaucidium passerinum), das Birkhuhn (Lyrurus tetrix, Syn.: Tetrao tetrix), das Alpenschneehuhn (Lagopus muta), der Mauerläufer (Tichodroma muraria) sowie der Schneesperling (Montifringilla nivalis).
Säugetiere: Im Park kommen zahlreiche Säugetierarten vor, wie z. B. die Gämse (Rupicapra rupicapra), der Alpensteinbock (Capra ibex), das Alpenmurmeltier (Marmota marmota), der Schneehase (Lepus timidus), der Eurasische Luchs (Lynx lynx) und das Hermelin (Mustela erminea) sowie die Fledermausarten Großes Mausohr (Myotis myotis) und Kleines Mausohr (Myotis blythii, Syn.: Myotis oxygnathus). Der Wolf  (Canis lupus) streift gelegentlich durch den Park, ohne bisher ansässig geworden zu sein.

### Flora
Bäume: Im Park gibt es große Baumbestände u. a. an Rotbuche (Fagus sylvatica), Europäische Lärche (Larix decidua), Weiß-Tanne (Abies alba) und Gemeine Fichte (Picea abies). Es gibt hier aber auch seltene Baumarten wie Spanischer Wacholder (Juniperus thurifera) und Zirbelkiefer (Pinus cembra). Es kommen aber auch Grün-Erle (Alnus alnobetula), wilde Briançon-Aprikose (Prunus brigantina) und Rostblättrige Alpenrose (Rhododendron ferrugineum) vor.
Blumen: Zu den seltenen, im Park lebenden Blumenarten gehören z. B. der Blattlose Widerbart (Epipogium aphyllum), die Gletscher-Edelraute (Artemisia glacialis), der Schmalblättrige Igelkolben (Sparganium angustifolium), der Gegenblättrige Steinbrech (Saxifraga oppositifolia), der Falsche Hahnenfuss (Ceratocephala falcata), das Dauphiné-Fingerkraut (Potentilla delphinensis Gren. & Godr.), der Zwerg-Rohrkolben (Typha minima), das Echte Federgras (Stipa pennata) sowie das Grüne Koboldmoos (Buxbaumia viridis).